# بينيدا دي غايغويلا
بلدية بينيدا دي غايغويلا (بالإسبانية: Pineda de Gigüela)‏، هي إحدى بلديات مقاطعة قونكة إحدى مقاطعات إسبانيا، و التي تقع في منطقة قشتالة لا منتشا وسط البلاد، و المائلة لجهة الشرق من إسبانيا.
يبلغ عدد سكانها 104 نسمة وفقاً لإحصائية سنة (2007).